# Subura
La Subura, o Suburra (d'etimologia desconeguda), va ser un barri extens i populós de l'antiga Roma. Estava situat al sud del Murus Terreus, a la zona del Carinae, i s'estenia pels vessants del Quirinal i el Viminal fins a les estrivacions de l'Esquilí.
A la part baixa del districte hi vivia la classe popular urbana en condicions miserables i era una zona coneguda com a barri vermell, tot i que la Suburra donava a una zona de serveis públics i monumental. El terme suburra s'ha mantingut en italià com a definitori d'un lloc infame, escenari de mala fama, crim i immoralitat.
Juli Cèsar va viure en una casa familiar (domus) a la Suburra fins que l'any 63 aC va ser elegit pontífex. Al barri també hi va viure el poeta Marcial.

## Història
La Suburra formava part originàriament de l'anomenat Septimontium, una zona de la ciutat associada a una processó religiosa que se celebrava l'11 de gener de cada any des del regnat de Numa Pompili.

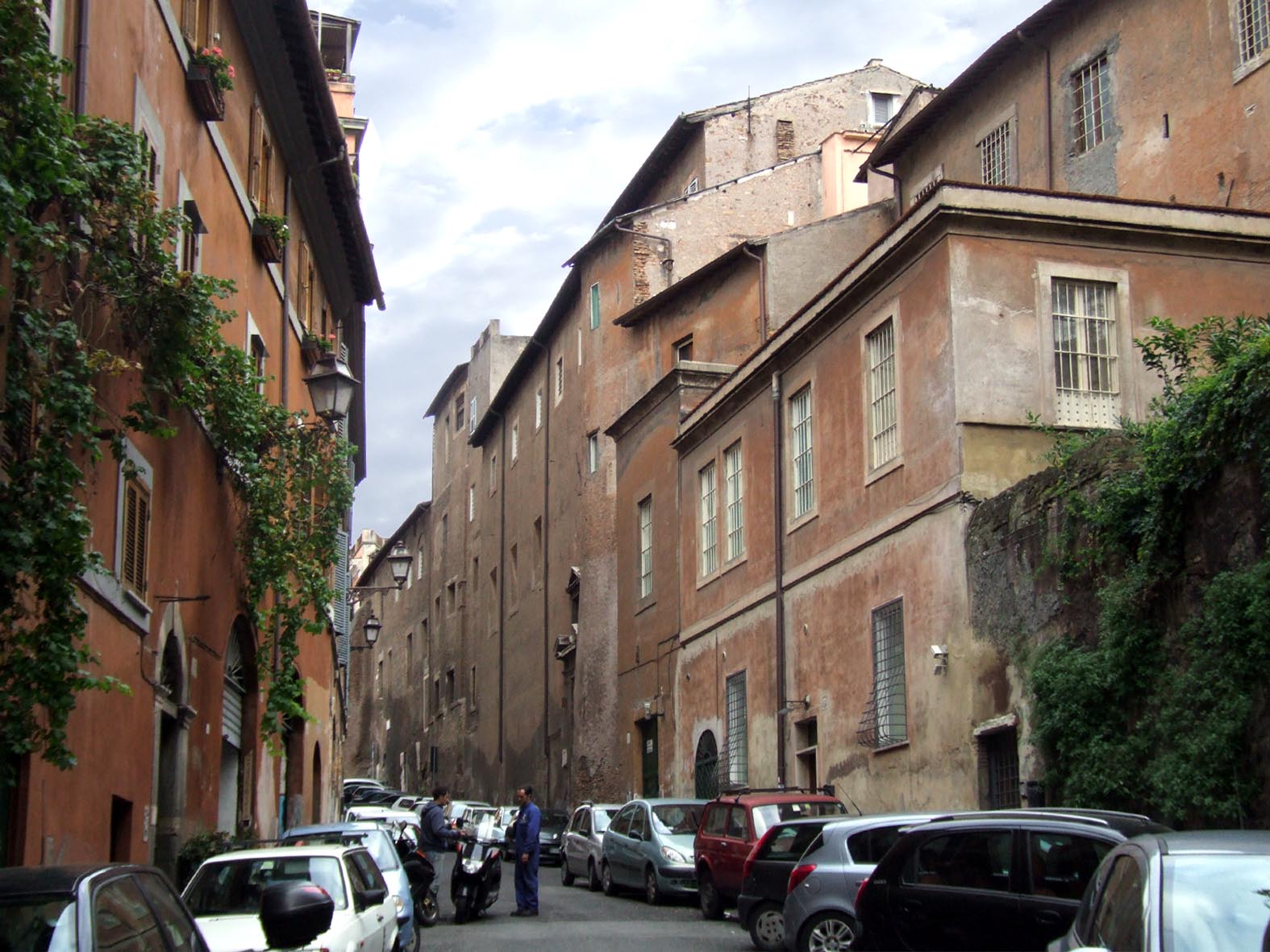
Via dei Selci, seguint el traçat de l'antic carrer Clivus Suburanus.

El barri era travessat pel carrer anomenat Argiletum (corresponent a grans trets a les actuals Via Leonina i Via della Madonna dei Monti), que arribava a una bifurcació prop del Turó Cispià: el Vicus Patricius (actual Via Urbana), que conduïa cap a la Porta Viminalis a la muralla republicana, i el Clivus Suburanus (actual Via in Selci), que duia a la Porta Esquilina. Aquest darrer carrer marcava la frontera entre la Regio IV i la Regio V de la subdivisió augustea de la ciutat.
A partir del segle I aC, la part baixa de la vall fou ocupada primer pel Fòrum de Cèsar, inaugurat l'any 46 aC sota el vessant oriental del Capitoli, i després pel Fòrum d'August, inaugurat l'any 2 aC. Altres addicions cap a la vall del Colosseu van ser el Temple de la Pau l'any 75 dC, el Fòrum de Nerva inaugurat l'any 97 dC i, finalment, després de l'excavació del buit entre el Turó del Quirinal i el Capitoli, el Fòrum de Trajà, inaugurat l'any 112 dC. En temps d'August, aquests espais monumentals estaven protegits dels incendis, que esclataven amb freqüència a les cases populars de la Suburra, amb una macissa muralla que encara perviu avui i que representa l'únic rastre de l'antiga Suburra dins la ciutat moderna.
A l'Edat Mitjana, les famílies aristocràtiques construïren cases i torres sobre les ruïnes de l'antiga Suburra i dels Fòrums. D'aquestes construccions encara se'n conserven algunes, tot i que molt modificades, com la Torre dei Conti i la Torre del Grillo.
El teixit urbà del barri, que actualment forma part del rione Monti, es va veure molt alterat per l'obertura de Via Cavour i la Via degli Annibaldi a finals del segle xix, mentre que les demolicions dels anys 30 per a la construcció de la Via dell'Impero (actual Via dei Fori Imperiali) va suprimir tots els edificis civils i religiosos que, a partir del Renaixement, s'havien aixecat als Fòrums.

## La muralla de la Subura

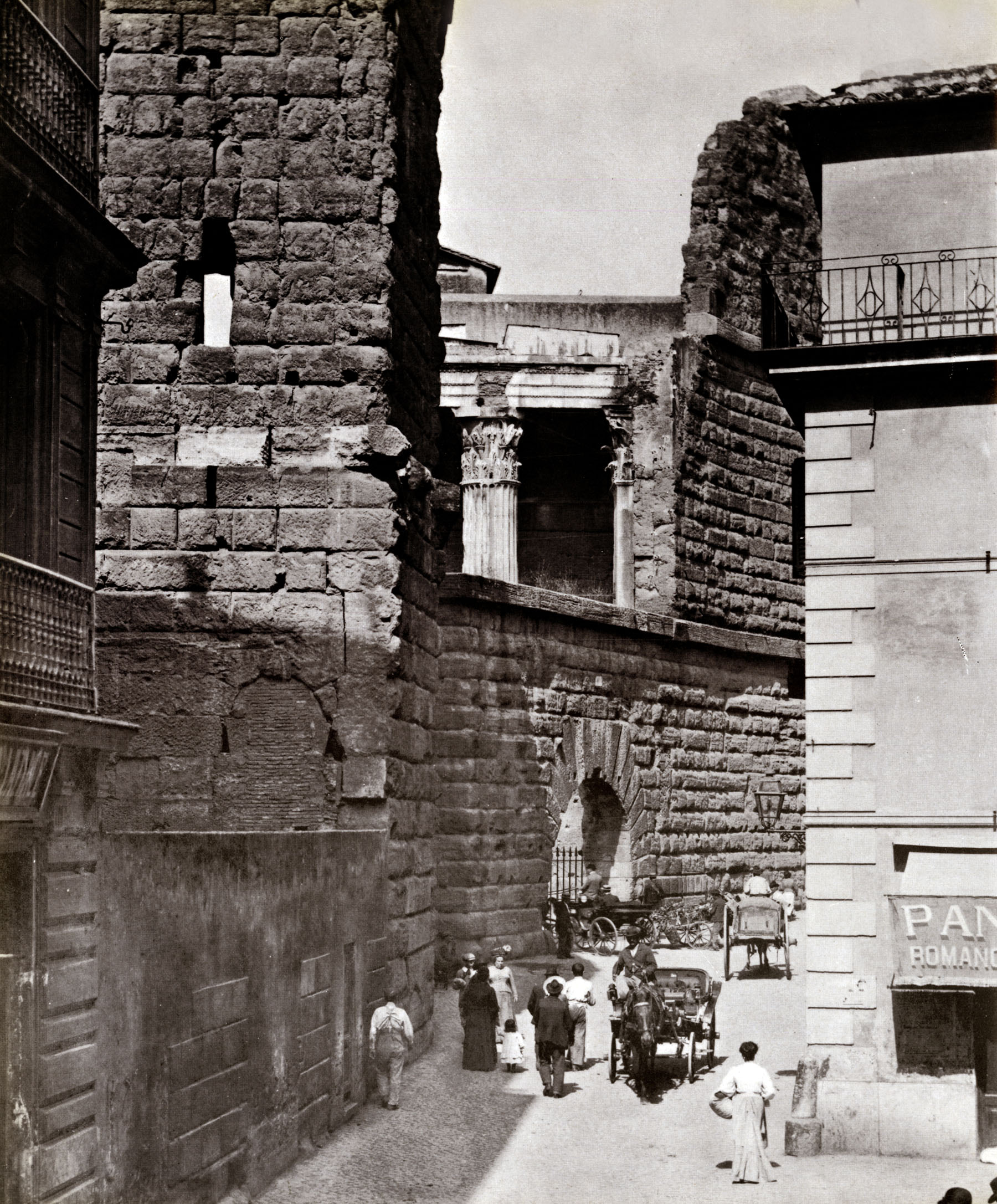
La muralla de la Suburra per la Via Tor de 'Conti l'any 1880.

És un monument molt peculiar: és una paret isòdoma, que s’enfila 33 metres des del nivell del sòl del Fòrum i està construïda en lapis gabinum, que els antics romans pensaven que era particularment resistent al foc. Els blocs amb què està feta, disposats en superfícies de col·locació de gran precisió, no estan units per morter, sinó que només estan connectats entre si per juntes de roure de cua d'oreneta. El mur té intercalades tres franges de travertí, s'ha mantingut durant més de 2000 anys sostinguda només pel seu propi pes.
Quan es va construir, la muralla tenia diverses funcions. Era una protecció contra incendis, un element de separació entre la zona residencial de la ciutat i la pública i un teló de fons monumental del temple de Mart Ultor, amb el qual creava un fort contrast cromàtic.
El pas d’accés al Fòrum passava pel costat del temple de Mart Ultor, a través d'un arc en blocs de travertí que encara existeix avui i que durant l’Edat Mitjana en deien l'Arc dels Pantans, a causa de la progressiva inundació de la zona del Fòrum.